# Nolé Marin
Nolé Marin (New York, 22 ottobre 1969) è un imprenditore e editore statunitense.
Diplomato alla High School of Fashion Industry di New York, Nolé Marin è un'icona del mondo della moda, impegnato in molti settori relativi alla suddetta industria.
È il proprietario e direttore di AIM Model Management. Talvolta è impegnato nel settore della moda anche come stilista e parrucchiere durante le sfilate. Inoltre, è impegnato nell'editoria internazionale dove ha iniziato scrivendo per il giornale maschile Empire e successivamente per Elle, Allure e Runway, fino ad approdare alla direzione della rivista Instinct. Marin lavora anche come consulente di moda per famosi marchi del settore come L'Oréal, Avon, Virgin Records, o persone notabili come Hugh Jackman, Claudia Schiffer, Tommy Hilfiger, Tyra Banks o Heidi Klum.
Marin è apparso anche in molti reality show nelle vesti di coach in alcune puntate di MADE, soprattutto nelle vesti di giudice nella 3ª e 4ª edizione di America's Next Top Model che ha visto le concorrenti Eva Marcille e Naima Mora come vincitrici dell'edizioni. Durante queste edizioni sono noti i suoi litigi con l'altra giudice Janice Dickinson che hanno probabilmente ha portato alla sostituzione di entrambi dal 2005. Durante i pannelli di giudizio dello show televisivo è spesso apparso con un cane di pomerania, Empress Minnie. Dal 2007 ha collaborato all'edizione canadese del franchising Next Top Model, mentre nel 2009 a True Beauty.
Nel 2006 fu Marin a scovare il modello Sean O'Pry, celebrato da Forbes nel 2009 tra i modelli più pagati al mondo.
Nel novembre 2010, Marin è stato accusato di molestie sessuali dall'aspirante modello Nicholas Hamman-Howe. Marin ha rilasciato una dichiarazione dicendo che le affermazioni erano false, sensazionali e di una finzione disperata.